# Malí en los Juegos Paralímpicos de Londres 2012
Malí estuvo representado en los Juegos Paralímpicos de Londres 2012 por un deportista masculino. El equipo paralímpico maliense no obtuvo ninguna medalla en estos Juegos.